# Манди Брайт
Манди Брайт (на английски: Mandy Bright) е артистичен псевдоним на унгарската порнографска актриса и режисьор на порнографски филми Моника Коти (Kóti Mónika), родена на 12 април 1978 г. в град Будапеща, Унгария.

## Награди и номинации
Носителка на индивидуални награди
- 2004: AVN награда за чуждестранна изпълнителка на годината.[3][4]
- 2008: Eroticline награда за най-добра международна актриса.[5]

Номинации за индивидуални награди
- 2003: Номинация за Venus награда за най-добра нова актриса в Унгария.[6]
- 2004: Номинация за Европейска X награда на Брюкселския международен фестивал на еротиката за най-добра актриса на Унгария.[7]
- 2004: Номинация за Европейска X награда на Брюкселския международен фестивал на еротиката за най-добра поддържаща актриса на Унгария.[7]
- 2005: Номинация за AVN награда за чуждестранна изпълнителка на годината.[8]
- 2005: Номинация за AVN награда за най-добро закачливо изпълнение – за изпълнението на ролята ѝ във филма „Мъжки чук 2“.[8]
- 2007: Номинация за AVN награда за чуждестранна изпълнителка на годината.[9]

Номинации за награди за изпълнение на сцени
- 2004: Номинация за AVN награда за най-добра групова секс сцена.[3]
- 2005: Номинация за AVN награда за най-добра анална секс сцена – заедно с Мануел Ферара за изпълнение на сцена във филма „Един на един 2“.[8]
- 2005: Номинация за AVN награда за най-добра секс сцена с трима изпълнители.[3]
- 2006: Номинация за AVN награда за най-добра групова секс сцена.[3]